# جو سوليفان (لاعب كرة قاعدة أمريكي)
جو سوليفان (بالإنجليزية: Joe Sullivan)‏ هو لاعب كرة قاعدة أمريكي، ولد في 26 سبتمبر 1910 في ماسون سيتي في الولايات المتحدة، وتوفي في 8 أبريل 1985 في سيكيم في الولايات المتحدة.